# 恭屯
恭屯是缅甸东北部克钦邦八莫縣八莫镇区下辖的一个村。据杨煜达考证，恭屯即清缅战争中文文献中所记载的“老官屯”。